# دسیسه (فیلم)
دسیسه نام یک فیلم ایرانی به کارگردانی علی کسمایی و محصول سال ۱۳۳۳ می‌باشد.

## خلاصه داستان
دختری روستایی که فریب مردی خوشگذران و شهری را خورده، از ترس ننگ و رسوایی از خانه‌اش می‌گریزد و سرگردان و آواره می‌شود. جوانی او را می‌یابد و نگهداری اش می‌کند. دختر که صدای خوبی دارد تعلیم گرفته و به زودی خوانندهٔ معروفی می‌شود. اما یکبار دیگر مردی که او را فریب داده برابرش قرار می‌گیرد. دختر روستایی که حالا خوانندهٔ محبوب و متمولی است در جریان حوادثی انتقام آوارگی و ننگی که بر دامنش نشسته، از مرد بازمی‌ستاند و سپس با جوانی که از او حمایت کرده و دوستش دارد، ازدواج می‌کند.